# 全日本大学駅伝対校選手権大会の記録一覧
全日本大学駅伝対校選手権大会の記録一覧とは全日本大学駅伝対校選手権大会にまつわる様々な記録の一覧である。
基本的には各項目ごとに上位5傑を掲載（項目によっては「最大」「最小」の記録のみ）。タイムは各区間と総合のみにとどめている。なお、記録は第56回大会（2024年）までのものである。

## 出場
- 出場回数
  - 1位　京都産業大学…49回
  - 2位　大東文化大学…45回
  - 3位　日本体育大学…44回
  - 4位　日本大学…42回
  - 5位　福岡大学…39回
- 連続出場回数（太字は継続中）
  - 1位　京都産業大学…40回
  - 2位　駒澤大学…29回
  - 3位　福岡大学…26回
  - 3位　大東文化大学…26回
  - 5位　山梨学院大学…25回
  - 5位　中京大学…25回
- 返り咲き（〜大会ぶりの出場）
  - 1位　京都大学…42大会ぶり
  - 2位　鹿児島大学…39大会ぶり
  - 3位　広島大学…28大会ぶり
  - 4位　新潟大学…22大会ぶり
  - 5位　国士舘大学…20大会ぶり

## 順位
- 優勝回数

| 大学名       | 回 | 年                                                                              |
| ------------ | -- | ------------------------------------------------------------------------------- |
| 駒澤大学     | 16 | 1998,1999,2001,2002,2004,2006,2007,2008,2011,2012,2013,2014,2020,2021,2022,2023 |
| 日本体育大学 | 11 | 1970,1971,1972,1977,1978,1980,1983,1985,1987,1988,1988                          |
| 大東文化大学 | 7  | 1973,1974,1975,1976,1984,1989,1990                                              |
| 早稲田大学   | 5  | 1992,1993,1994,1995,2010                                                        |
| 福岡大学     | 3  | 1979,1981,1982                                                                  |
| 日本大学     | 3  | 1991,2005,2009                                                                  |
| 神奈川大学   | 3  | 1996,1997,2017                                                                  |
| 東海大学     | 2  | 2003,2019                                                                       |
| 青山学院大学 | 2  | 2016,2018                                                                       |
| 京都産業大学 | 1  | 1986                                                                            |
| 順天堂大学   | 1  | 2000                                                                            |
| 東洋大学     | 1  | 2015                                                                            |
| 國學院大學   | 1  | 2024                                                                            |

- 連続優勝記録
  - 4連覇　
    - 大東文化大学…第4回大会（1973年）から第7回大会（1976年）まで
    - 早稲田大学…第24回大会（1992年）から第27回大会（1995年）まで
    - 駒澤大学…第43回大会（2011年）から第46回大会（2014年）までと、第52回大会（2020年）から第55回大会（2023年）まで

  - 3連覇　
    - 日本体育大学 2回 第1回大会（1970年）から第3回大会（1972年）までと、第18回大会（1987年）から第20回大会（1988年）まで　
    - 駒澤大学 2回 第38回大会（2006年）から第40回大会（2008年）まで

  - 2連覇　駒澤大学2回　•日本体育大学1回　•大東文化大学1回　•神奈川大学1回　•福岡大学1回
- 2位回数
  - 1位　山梨学院大学…10回
  - 2位　日本大学…6回
  - 3位　東京農業大学…5回
  - 4位　順天堂大学…4回
  - 4位　東洋大学…4回
- 3位回数
  - 1位　日本大学…10回
  - 2位　順天堂大学…9回
  - 3位　山梨学院大学…5回
  - 4位　日本体育大学…4回
  - 4位　大東文化大学…4回
  - 4位　中央大学…4回

## シード権
記録は第32回大会（2000年）以降のもの。
- シード権獲得回数
  - 1位　駒澤大学…24回
  - 2位　早稲田大学…16回
  - 3位　東洋大学…15回
  - 4位　山梨学院大学…13回
  - 5位　青山学院大学…12回
- 連続シード権確保（太字は継続中）
  - 1位　駒澤大学…15回
  - 2位　東洋大学…13回
  - 3位　青山学院大学…12回
  - 4位　山梨学院大学…10回
  - 5位　早稲田大学…7回
- 返り咲き（～大会ぶりのシード権獲得）
  - 1位　大東文化大学…18大会ぶり
  - 2位　神奈川大学…17大会ぶり
  - 2位　法政大学…17大会ぶり
  - 4位　順天堂大学…14大会ぶり
  - 5位　中央大学…10大会ぶり

## 各区間・総合最高タイム

### 現区間記録
- 第1区(9.5km)…26分58秒：ピーター・ワンジル（大東文化大学） 第54回（2022年）
- 第2区(11.1km)…31分01秒：佐藤圭汰（駒澤大学） 第55回（2023年）
- 第3区(11.9km)…32分46秒：イェゴン・ヴィンセント・キベット（東京国際大学） 第53回（2021年）
- 第4区(11.8km)…33分03秒：黒田朝日（青山学院大学） 第56回（2024年）
- 第5区(12.4km)…35分18秒：吉田響（創価大学） 第55回（2023年）
- 第6区(12.8km)…36分47秒：山本歩夢（國學院大學） 第56回（2024年）
- 第7区(17.6km)…49分38秒：田澤廉（駒澤大学） 第54回（2022年）
- 第8区(19.7km)…55分32秒：メクボ・ジョブ・モグス（山梨学院大学） 第39回（2007年）

- 総合記録(106.8km)…5時間06分47秒：駒澤大学 第54回（2022年）

|   | 記録          | 年     | 大学名     | 順位 |
| - | ------------- | ------ | ---------- | ---- |
| 1 | 5時間06分47秒 | 2022年 | 駒澤大学   | 優勝 |
| 2 | 5時間09分00秒 | 2023年 | 駒澤大学   | 優勝 |
| 3 | 5時間09分56秒 | 2024年 | 國學院大學 | 優勝 |
| 4 | 5時間10分08秒 | 2022年 | 國學院大學 | 2位  |
| 5 | 5時間10分24秒 | 2024年 | 駒澤大学   | 2位  |